# Lê Đạt
Lê Đạt (tên khai sinh là Đào Công Đạt (1929–2008) là một nhà thơ, nhà văn Việt Nam, được tặng Giải thưởng Nhà nước về Văn học Nghệ thuật vào năm 2007.

## Tiểu sử
Lê Đạt (tên khai sinh là Đào Công Đạt) sinh ngày 10 tháng 09 năm 1929 tại Yên Bái (bến Âu Lâu sông Hồng), quê ở xã A Lữ, Bắc Giang. Ông là hội viên sáng lập Hội Nhà văn Việt Nam năm 1957.
Lê Đạt tham gia cách mạng ngay sau khi cuộc Cách mạng tháng Tám thành công. Gần như trong suốt quá trình hoạt động trong kháng chiến chống Pháp ông đều công tác ở ngành Tuyên huấn, sau đó ông lên Ban Tuyên huấn Trung ương, trực tiếp theo dõi phong trào văn nghệ, văn hóa và giáo dục. Hòa bình lập lại năm 1954, ông về Hà Nội làm biên tập viên, bí thư chi bộ của báo Văn Nghệ, rồi được học lớp tiếp quản để về tiếp quản khu 300 ngày ở Quảng Ninh, trước khi phong trào Nhân văn - Giai phẩm bùng nổ.
Đầu tiên ông được thuyên chuyển sang làm ở Ban đối ngoại của Hội nhà văn Việt Nam để không cho tiếp xúc với việc làm báo nữa, trước khi bị truất quyền đảng viên vào tháng 7 năm 1957. Một năm sau, sau khi dự lớp "đấu tranh tư tưởng" tại Thái Hà Ấp. Đến năm 1988, ông được phục hồi tư cách hội viên Hội Nhà văn Việt Nam và quyền xuất bản.
Ông mất ngày 21 tháng 4 năm 2008 tại Hà Nội.

## Sự nghiệp
Ông là một trong những nhân vật trụ cột của Phong trào Nhân văn - Giai phẩm.
Với bài thơ "Ông bình vôi" đăng trên báo Nhân Văn mà nhiều người cho là ám chỉ Hồ Chí Minh và các lãnh đạo đảng, ông bị lên án "phản động" và bị trừng phạt.
Tháng 8 năm 1958, ông chính thức bị khai trừ khỏi Hội Nhà văn Việt Nam và đình chỉ xuất bản trong thời hạn 3 năm. Thực tế hình phạt 3 năm đã kéo dài 30 năm (đến năm 1988).
Năm 2007, ông được Nhà nước Việt Nam tặng Giải thưởng Nhà nước về Văn học nghệ thuật với các tập thơ: Bóng chữ, Ngỏ lời và tập truyện ngắn Hèn đại nhân.

## Lê Đạt vàphong trào Nhân văn - Giai phẩm
Sau vụ phê bình tập thơ Việt Bắc của Tố Hữu năm 1955, Trần Dần và Tử Phác bị giam 3 tháng kiểm thảo trong quân đội, khi hai người được ra, Lê Đạt có ý kiến để cách tân thơ ca Việt Nam, thoạt khỏi ảnh hưởng của Thơ Mới, bây giờ phải làm sao mà in được một tập thơ, trái với nguyên tắc lúc bấy giờ - nghĩa là không bị kiểm duyệt cả. Sẽ là một tập tự do sáng tác hoàn toàn, tức là mỗi cá nhân đều chịu trách nhiệm về bài của mình và không có kiểm duyệt. Tập thơ mang tên Giai phẩm Mùa xuân xuất bản vào tháng 1 năm 1956. Hoàng Cầm và Lê Đạt là hai người làm chính đi thu thập sáng tác của mọi người và mang đi in, vì trong thời gian này Trần Dần cùng Tử Phác đang đi tham gia Cải cách ruộng đất cách Hà Nội 12 cây số. Sau Tết năm đó Lê Đạt phải lên Tuyên huấn Trung ương làm kiểm thảo 15 ngày, Trần Dần và Tử Phác bị bắt, Giai phẩm Mùa xuân bị tịch thu.
Đến giữa năm 1956, ở Trung Quốc có phát động phong trào Trăm hoa đua nở, việc sáng tác ở Việt Nam vì thế cũng được nới lỏng. Giai phẩm Mùa xuân được tái bản, tiếp đó là xuất bản tiếp Giai phẩm Mùa thu và Giai phẩm Mùa đông. Tiếp nữa, Nguyễn Hữu Đang, người cùng làm với Lê Đạt tại báo Văn nghệ, muốn hợp tác cùng nhóm Giai phẩm Mùa thu để ra một tờ báo, tờ Nhân Văn vì thế mà ra đời. Lê Đạt có nói sau khi ra Giai phẩm Mùa xuân đã khá mệt mỏi, lại mới lập gia đình nên ông muốn rút, nhưng phong trào lúc này đã phát triển tương đối mạnh, người gửi tiền về ủng hộ khá nhiều, một mình Hoàng Cầm và Nguyễn Hữu Đang sợ quán xuyến không nổi nên mọi người vẫn mời Lê Đạt vào báo, cho dù ông vẫn giữ công tác tại báo Văn nghệ trong thời gian đó. Vì vẫn là đảng viên nên ông không thể đứng ra làm Tổng thư ký của báo Nhân Văn được, Nguyễn Hữu Đang cũng không muốn nhận nên mới đưa ra ý kiến mời cụ Phan Khôi vào vị trí nào, dù thực ra, làm việc chính ở tờ báo vẫn là hai người trên.
Báo Nhân Văn ra được 5 số thì bị đình bản. Đấy là vào cuối năm 1956, nhưng đời sống của các nhân vật vẫn chưa bị ảnh hưởng lắm. Khi thành lập Hội nhà văn Việt Nam vào đầu năm 1957, Hoàng Cầm vẫn được bầu vào Ban chấp hành và giữ chức Phó giám đốc Nhà xuất bản của Hội. Lê Đạt chỉ phải thuyên chuyển công tác từ báo Văn nghệ sang làm ở ban đối ngoại của Hội nhà văn, và bị cho ra khỏi đảng vào tháng 7 năm 1957 khi đang chuẩn bị cho phát hành tập thơ Cửa hàng Lê Đạt giữa lúc đấu tranh chống tư sản sục sôi nhất.
Đến đầu năm 1958, sau khi hoạt động của nhóm Nhân văn - Giai phẩm đã chính thức chấm dứt được hơn một năm, thì ở Trung Quốc có vụ đấu tranh gay gắt chống phái hữu khuynh, Trăm hoa đua nở chấm dứt. Việt Nam có cử Huy Cận và một người nữa sang quan sát học tập. Khi về ban Tuyên Huấn có tổ chức hai lớp học tập "đấu tranh tư tưởng" tại Thái Hà Ấp. Một lớp dành cho Đảng viên vào tháng 2, những người tham gia Nhân văn - Giai phẩm có Đặng Đình Hưng và Văn Cao tham dự khóa học này. Lớp thứ hai được tổ chức vào tháng 3, dành cho tất cả mọi người, Lê Đạt, Trần Dần, Phùng Quán… có đến học. Lớp học này thực chất là một cuộc đấu tố những người trong Nhân văn - Giai phẩm. Đến tháng 8 năm 1958, ông chính thức nhận kết quả kỷ luật, bị khai trừ khỏi Hội Nhà văn và cấm xuất bản trong vòng 3 năm. Ông cùng Trần Dần và Tử Phác về Chí Linh lao động cải tạo, ông được phân công đi chăn bò, việc đi lao động cải tạo như vậy kéo dài trong vòng 10 năm, đan xen giữa những khoảng thời gian được về nhà và thời gian phải lên trại.

## Tác phẩm
- Bài thơ trên ghế đá (thơ, in chung với Vĩnh Mai, 1958)
- Cửa hàng Lê Đạt (trường ca, 1959)
- 36 bài thơ tình (thơ,in chung với Dương Tường, 1990)
- Thơ Lê Đạt, Sao Mai (chung với Sao Mai, 1991)
- Bóng chữ (thơ, 1994), 95 bài thơ
- Hèn đại nhân (tập truyện, 1994)
- Trường ca Bác (thơ, 1997)
- Ngó lời (thơ, 1997), 241 bài thơ
- Từ tình Epphen (thơ, 1998)
- Truyện cổ tích viết lại (truyện ngắn Lê Đạt – Lê Minh Hà, 2006)
- Mi là người bình thường (tập truyện, 2007)
- U75 Từ tình (thơ và đoản ngôn, 2007), 88 bài
- Đối thoại với đời và thơ (tiểu luận và đoàn ngôn, 2008)
- Đường chữ (thơ, tiểu luận, đoản ngôn, 2009)

Nguồn: